# دونالد هيلمان
دونالد هيلمان هو طبيب أطفال كندي، ولد في 25 يونيو 1925 في مونتريال في كندا، وتوفي في 4 يوليو 2006.